# 펠릭스 하우스도르프
펠릭스 하우스도르프(독일어: Felix Hausdorff, 1868년 11월 8일~1942년 1월 26일)는 독일의 수학자이다.